# Обертинський деканат УГКЦ
Обертинський деканат УГКЦ або Обертинський протопресвітеріат складова коломийської єпархії УГКЦ що діє на території Обертинської селещної, Олешанської селещної та Тлумацької міської громад (тільки село Бортники)

## Історія
відновлено 1990 р. в складі Івано-Франківської єпархії, з 1993 року складова Коломийсько-Чернівецької єпархії
Декан отець Володимир Барновський настоятель храмів в селі Жуків та Олещина

## Список парафій деканату
| Парафія  | Церква                                 | Настоятель                             | Візітація єпископа                                        |
| -------- | -------------------------------------- | -------------------------------------- | --------------------------------------------------------- |
| Бортники | Успіння Пресвятої Діви Марії           | отець Петро Третяк                     | 09.01.2022 Василій (Івасюк)                               |
| Гончарів | Святого Архистратига Михаїла 1842      | отець Василь Луців                     | 21.11.2017 Василій (Івасюк)                               |
| Делева   | Введення в храм Пресвятої Діви Марії   | отець Ігор Рубінський                  |                                                           |
| Жуків    | Святого Миколая 1995                   | отець Володимир Барновський            | 27.11.2019 Василій (Івасюк)                               |
| Ісаків   | Перенесення мощей Святого Миколая 1925 | отець Богдан Морикот                   |                                                           |
| Обертин  | Святих Кирила і Методія                | отець Юрій Друляк отець Ярослав Біляїв |                                                           |
| Озеряни  | Святого Миколая                        | отець Ігор Рубінський                  | 30.09.2012 Миколай (Сімкайло) 19.05.2019 Василій (Івасюк) |
| Олеша    | Святого Архистратига Михаїла 2012      | отець Віталій Павлюк                   | 10.11.2024 Петро (Голіней)                                |
| Олещина  | Різдва Пресвятої Богородиці            | отець Володимир Барновський            |                                                           |
| Петрів   | Успіння Пресвятої Діви Марії           | отець Михайло Давиденко                | 25.03.2018 Василій (Івасюк) 29.08.2019 Василій (Івасюк)   |
| Сокирчин | Святих Косьми і Дамяна                 | отець Михайло Давиденко                | 30.11.2020 Василій (Івасюк)                               |
| Хотимир  | Перенесення мощей Святого Миколая      | отець Петро Третяк                     | 11.02.2025 Петро (Голіней)                                |
| Яківка   | Різдва Пресвятої Богородиці            | отець Віталій Павлюк                   | 07.09.2019 Василій (Івасюк)                               |

## Шематизм з 1990
| Священник                   | Біографія | Парафія  | Додаткова інформація |
| --------------------------- | --- | -------- | -------------------- |
| отець Руслан Босович        | 11.05.1973 р.н м.Івано-Франківськ 17.03.2002 ієрейські свячення Висвятив:Павло Василик 31.12.2019 р. помер Поховання: с.Озеряни            | Озеряни  | На парафії з по 2019 |
| отець Володимир Дячук       | | Яківка   |                      |
| отець Володимир Барновський | |          |                      |
| отець Ярослав Гринюк        | 17.01.1955 с.Надорожна 15.05.1990 дияконські свячення 19.05.1990 ієрейські свячення Висвятив: 13.08.2023 помер Поховання: Івано-Франківськ | Петрів   |                      |
| отець Ярослав Гринюк        | 17.01.1955 с.Надорожна 15.05.1990 дияконські свячення 19.05.1990 ієрейські свячення Висвятив: 13.08.2023 помер Поховання: Івано-Франківськ | Ісаків   |                      |
| отець Ярослав Гринюк        | 17.01.1955 с.Надорожна 15.05.1990 дияконські свячення 19.05.1990 ієрейські свячення Висвятив: 13.08.2023 помер Поховання: Івано-Франківськ | Сокирчин |                      |